# Travemünde

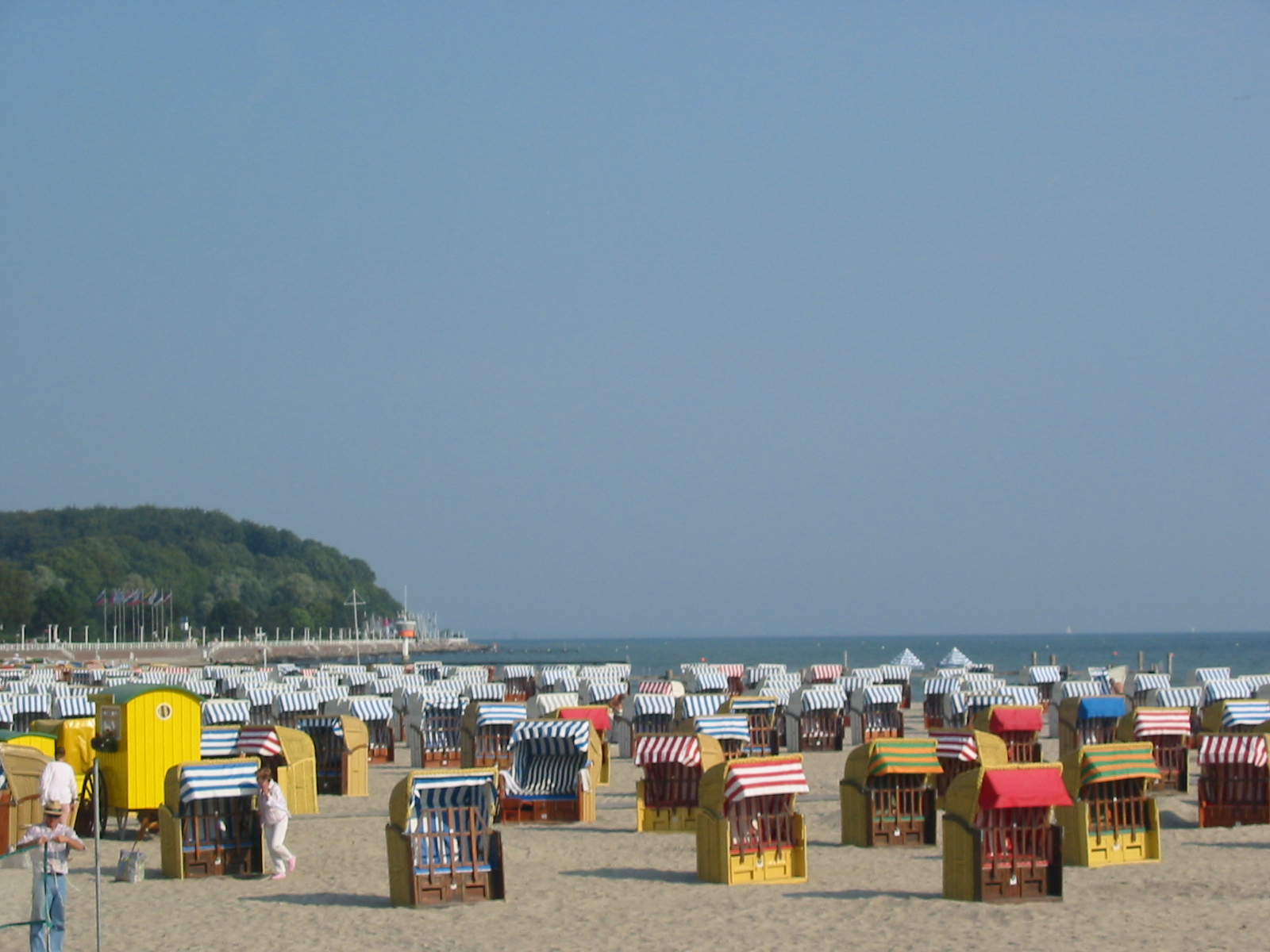
Praia de Travemünde, com as típicas cadeiras de praia

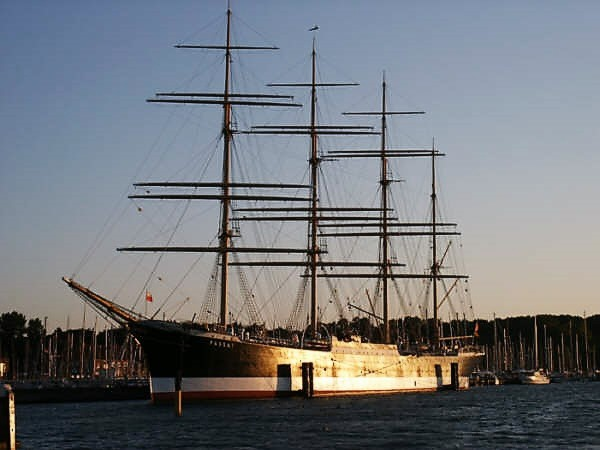
Barque Passat em Travemünde

Travemünde é um bairro de Lübeck, Alemanha, na foz do rio Trave na Baía de Lübeck. Travemünde surgiu a partir de uma praça-forte fundada por Henrique, o Leão, Duque da Saxónia, no século XII, para guardar a foz do Trave, e os dinamarqueses reforçaram-na. Tornou-se vila em 1317 e em 1329 passou a ser uma posse da cidade livre de Lübeck, à qual pertence desde então. As suas fortificações foram demolidas em 1807.
Travemünde é uma antiga estância balnear (desde 1802) e o maior porto de ferryboats da Alemanha no Mar Báltico com ligações à Suécia, Finlândia, Letónia e Estónia. O farol data de 1539 e é o mais antigo da costa báltica alemã. Outra atracção de Travemünde é o Flying P-Liner Passat, um navio-museu ancorado na foz do Trave.
A Travemünder Woche é uma corrida de vela que dura uma semana e se realiza anualmente.
O também anual festival de areia de Travemünde é conhecido como Sand World.

## Literatura
A estância balnear do século XIX foi evocada por Thomas Mann na sua obra Buddenbrooks. Na parte II/5-12 as férias de Antonie Buddenbrook são narradas, e na Parte X/3 um verão do pequeno Hanno. Travemünde é retratada por Mann como lugar de liberdade, felicidade e, no caso de Antonie, amor, o que contrasta com os problemas do quotidiano.

## Imagens

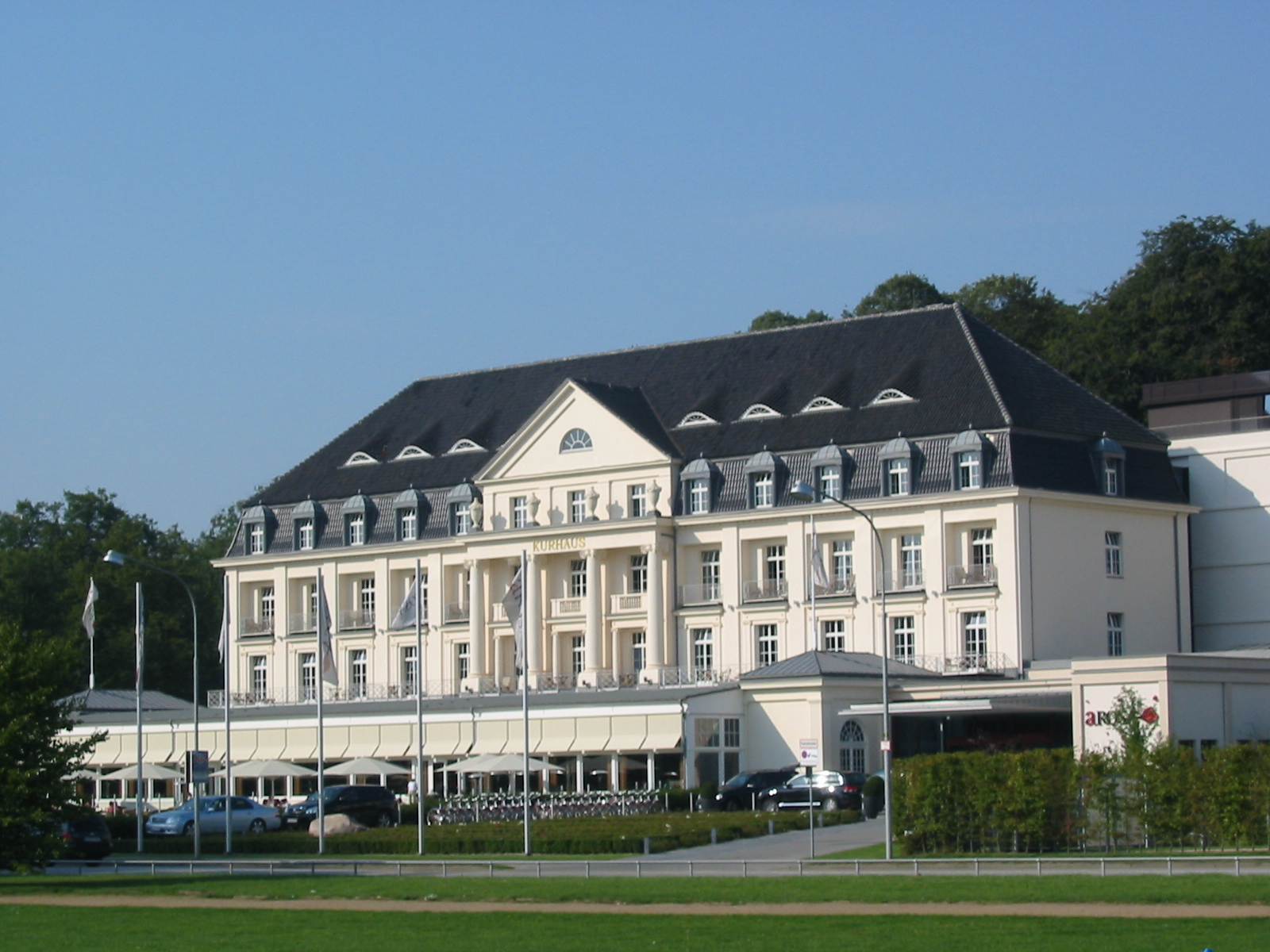
Hotel Kurhaus, arquiteto Joseph Christian Lillie
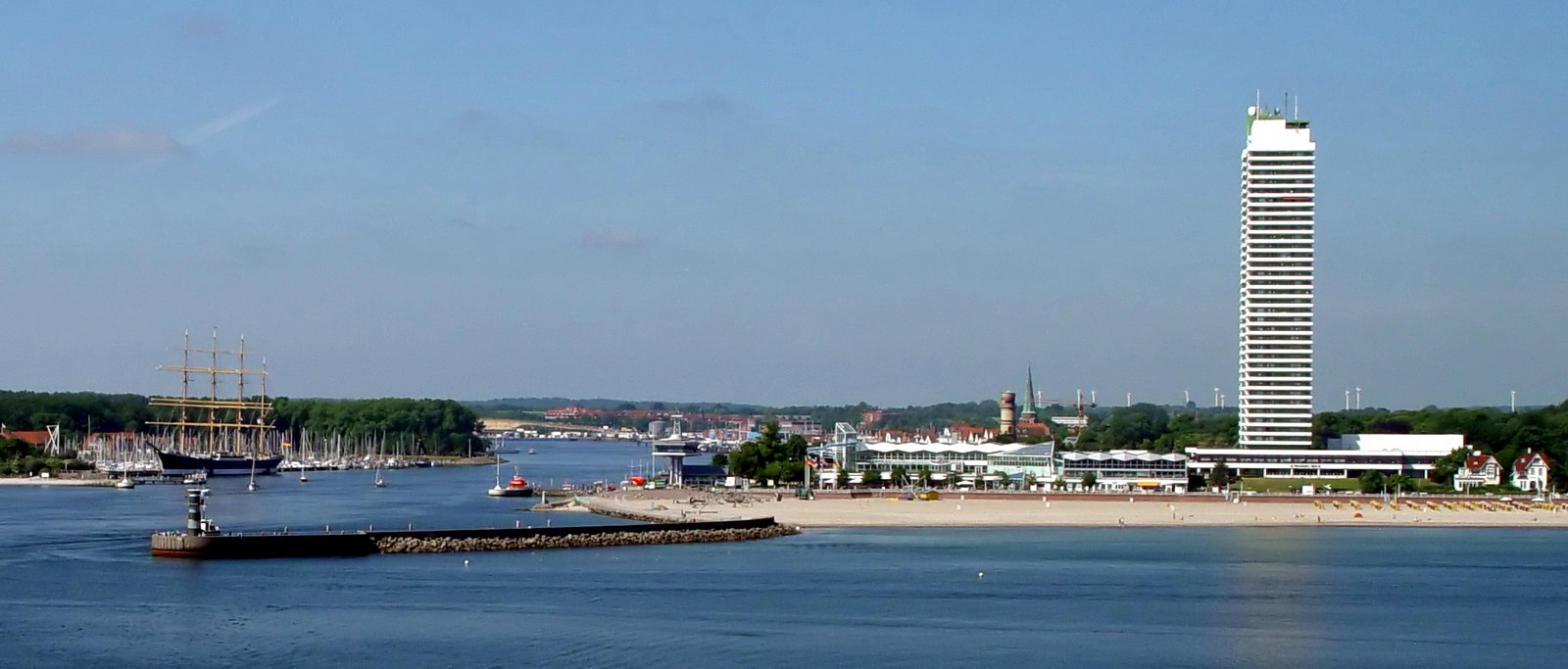
Foz do rio Trave
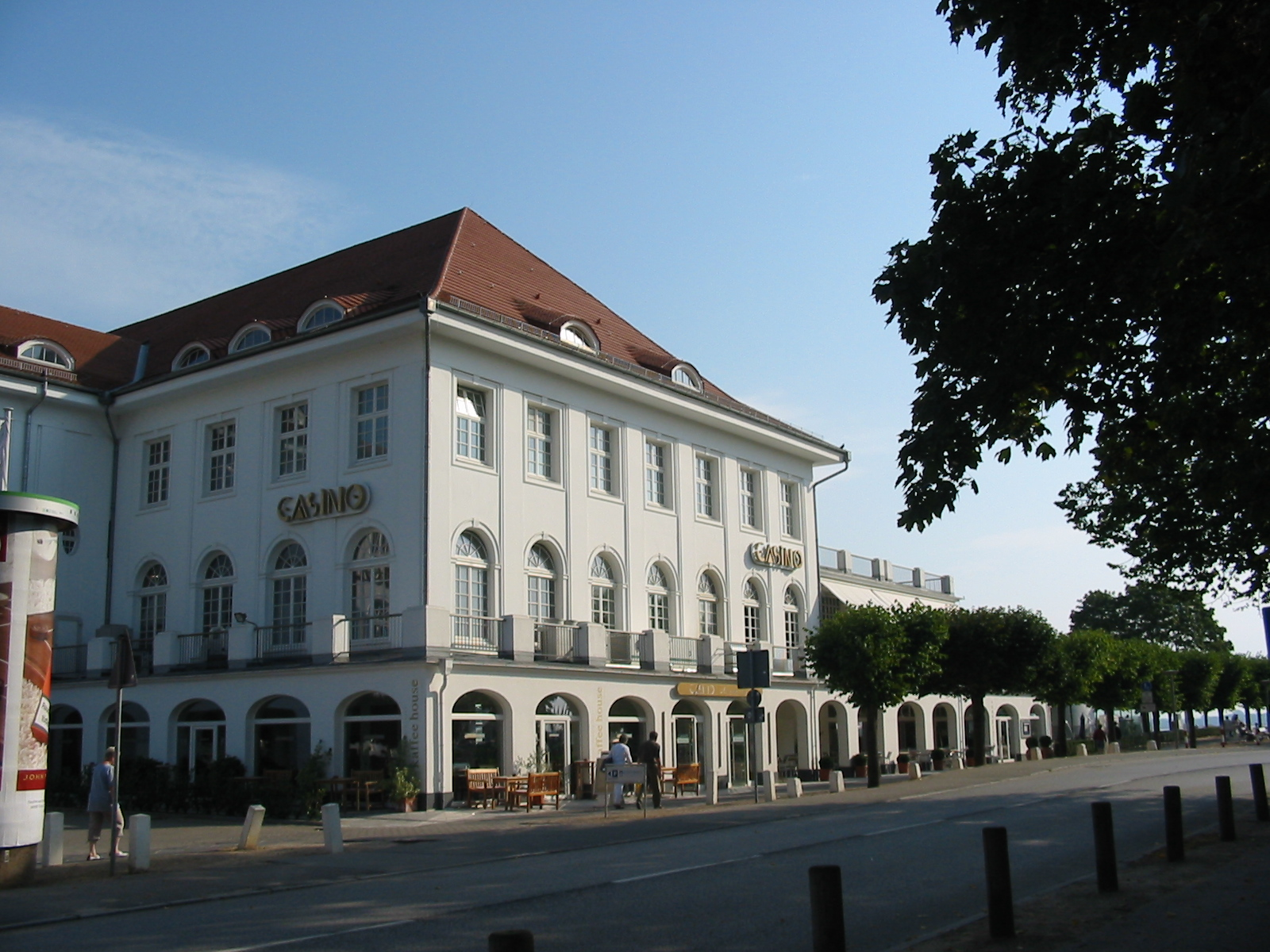
Travemünde - Casino
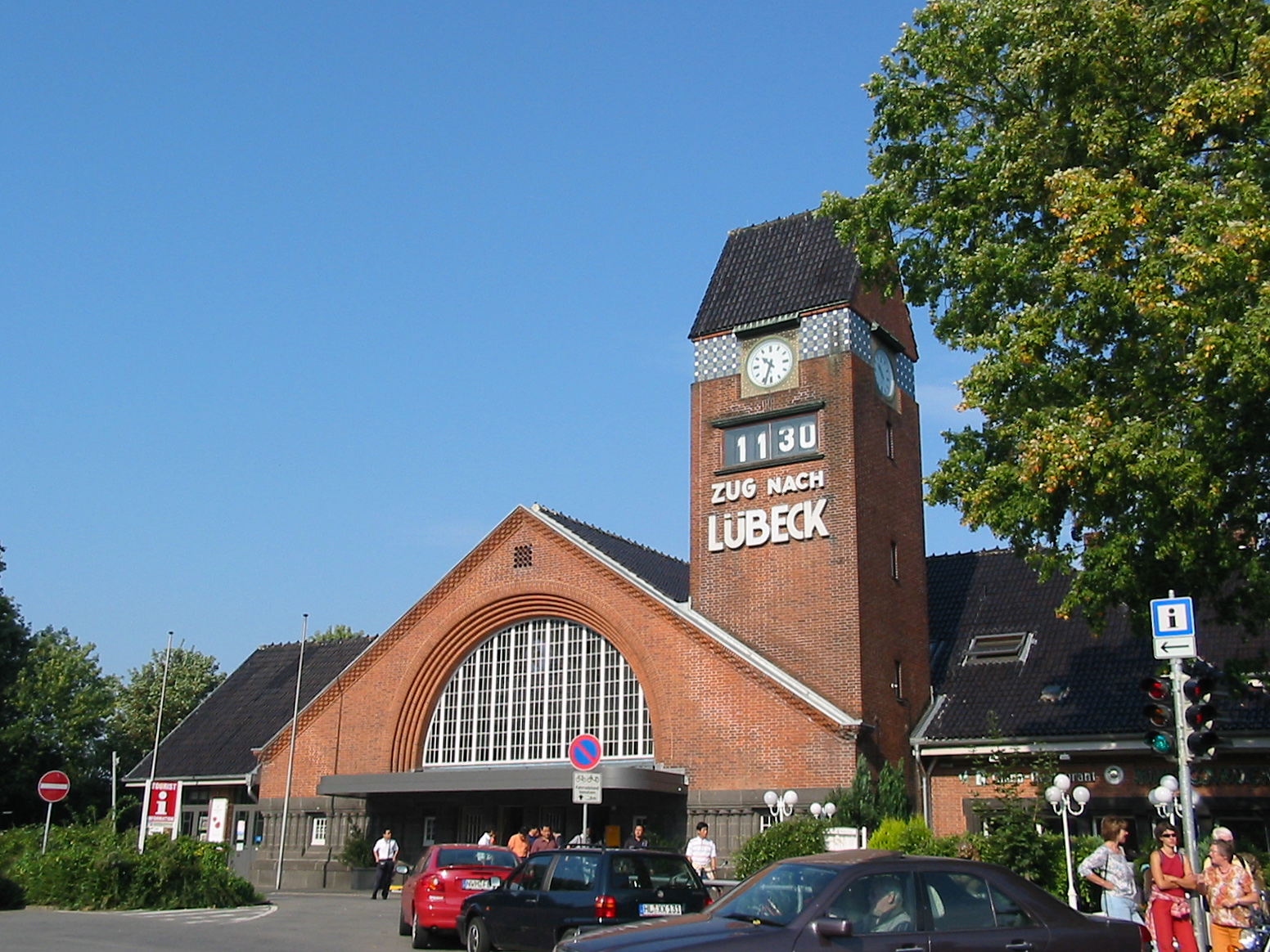
Travemünde - estação ferroviária